# 利波文克
48°14′6″N 30°34′45″E / 48.23500°N 30.57917°E
利波文克（烏克蘭語：Липовеньке）是烏克蘭中部的村莊，隸屬基洛夫格勒州的霍洛瓦尼夫斯克區。該村始建於1713年，面積3.19平方公里，海拔高度111米，2001年人口735，人口密度每平方公里230.2人。